# Epitola carilla
Epitola carilla är en fjärilsart som beskrevs av Roche 1954. Epitola carilla ingår i släktet Epitola och familjen juvelvingar. Inga underarter finns listade i Catalogue of Life.